# 斯泰納 (密西西比州)
斯泰納（英語：Steiner）是位於美國密西西比州森弗勞爾縣的非建制地區。

## 歷史
斯泰納的郵局於1894年設立，其後於1912年停運。

## 地理
斯泰納所處的海拔為高於海平面41米（即135英呎），而該地所採用的時區為UTC-6，即北美中部時區（CST）。同時該地設有夏令時間，為UTC-6調快一小時，即UTC-5（CDT）。